# گلی (مجموعه تلویزیونی)
گلی(به انگلیسی: Glee) یک مجموعه تلویزیونی موزیکال-کمدی-درام آمریکایی است که توسط شبکه رسانه‌ای فاکس در آمریکا پخش می‌شود. داستان این سریال به یک گروه موسیقی دبیرستان متمرکز است که حوادث مختلفی برای آن‌ها اتفاق می‌افتد.
این سریال و بازیگرانش جایزه‌های زیادی را همانند گلدن گلوب و امی برده‌اند.
معمولاً در هر قسمت بین پنج تا ده ترانه اجرا می‌شود. تاکنون نیز افراد مشهور زیادی به عنوان بازیگر مهمان در این سریال بازی کرده‌اند که از این بین می‌توان به 
بند توچلوز :لوکا شولیچ و استپان هاوزر- نیل پاتریک هریس، ریکی مارتین، مت بامر، ووپی گلدبرگ، لیندزی لوهان، پرز هیلتون، کیتی گریفین، چین جکسون، جاناتان گروف، شاریس، کریستن چنووس، گلوریا استفان، کیت هادسون، سارا جسیکا پارکر و گوئینت پالترو اشاره کرد.

## شخصیت‌ها
- کرت هامل: با بازی کریس کولفر یک دانش‌آموز دبیرستان و یک همجنسگرای علنی است که در فصل اول سریال عاشق فین هادسون می‌شود و از آنجایی که فین پسری دگرجنسگراست به دعوا منجر می‌شود و در فصل دوم و سوم عاشق یک همجنسگرای دیگر یعنی بلین آندرسون می‌شود و این دو روابط عاشقانه خوبی دارند.
- ریچل بری: یک دختر که توسط یک زوج همجنسگرای مرد بزرگ شده است اما خودش دگرجنسگراست و رابطه پر شیب‌وفرازی با فین هادسون دارد.
- ویل شوستر: مربی آن‌ها که خود درگیر یک رابطه عاشقانه با مشاور مدرسه خانم پنروز است.
- سانتانا لوپز: یک دختر همجنسگرا که عاشق بریتنی اس. پیرز ولی برای سرپوش گذاشتن بر همجنسگرایی خود ابتدا با فین هادسون و سپس با سم ایوانز و بعد از آن با دیوید کرافسکی (که خود این فرد همجنسگرا است) رابطه داشت اما در فصل سوم این موضوع لو می‌رود.
- کویین فبری: که با نواح پاکرمن رابطه داشته و این رابطه در فصل اول منجر به بارداری کویین می‌شود و فرزندش بث به شلبی کوکورن داده می‌شود.
- تینا کوهن-چنگ: با بازی جنا آشکویتز دختری است چینی از اعضای قدیمی گلی که مدتی با آرتی بود ولی بعدتر با مایک رابطه برقرار کرد.
- مایک چنگ: یک دانش‌آموز چینی که علاقه زیادی به رقص دارد و با تینا رابطه دارد.
- مرسدس جونز: دختری سیاه‌پوست با سم ایوانز رابطه دارد.
- فین هادسون: با ریچل بری رابطه داشت.
- بلین آندرسون: با بازی دارن کریس و وی با کرت هامل رابطه دارد.